# Китайски съвет за насърчаване на международната търговия
Китайският съвет за насърчаване на международната търговия (Опростен китайски: 中国国际贸易促进委员会; традиционен китайски: 中國國際貿易促進委員會; пинин: Zhōngguó Guójì Màoyì Cùjìn Wěiyuánhuì; CCPIT) е търговски орган, основан през 1952 г. Съветът е известен и като Китайска международна търговска камара (КМТК).
КМТК развива бизнес сътрудничество и обмен с чужди страни и отдавна е свързан със стратегията за единния фронт на Китайската народна република. Той има задължението да организира търговски изложения и събития за популяризиране на инициативата „Един пояс, един път“. В отговор на коронавирусната пандемия КМТК беше натоварен с издаване на удостоверения за извънредни обстоятелства на китайски компании, които не могат да изпълнят своите договорни търговски задължения.

## Патентен офис
Патентният офис на Китайския съвет за насърчаване на международната търговия е адвокатска кантора със седалище в Пекин. Офисът има над 480 служители, включително 216 адвокати по патенти и търговски марки, сред които 56 са квалифицирани адвокати, а също така има около 35 патентни инженерr. Патентният офис подпомага членовете и търговските партньори на Съвета, в случай на съдебно преследване, съдебни спорове и административно изпълнение. Оказва съдействие за трансакции и консултации, свързани с патенти, търговски марки, авторски права, търговски тайни, търговски облик, имена на домейни, борба с нелоялната конкуренция, лицензиране и други въпроси, свързани с интелектуалната собственост.

### История
Агенцията за търговски марки е създадена през януари 1957 г., когато Китайският съвет за насърчаване на международната търговия е упълномощена от правителството да организира агенция за търговски марки, която да се занимава изключително с въпроси, свързани с търговски марки, свързани с чужбина. До средата на 80-те години агенцията съответно е била единствената агенция за търговски марки в Китай.
Патентната агенция е организирана в рамките на CCPIT през 1984 г., когато е издаден и китайският патентен закон. Оторизирана от правителството, агенцията е първата китайска адвокатска кантора за интелектуална собственост, която се занимава с чуждестранни патентни въпроси. След като са преминали обучение в други страни, професионалистите на агенцията са участвали активно в създаването и развитието на самата патентна система в Китай. Те организират курсове за обучение за китайски специалисти, превеждат основни материали за интелектуална собственост, установяват връзки с чуждестранни колеги и участваха в изготвянето на китайския патентен закон и свързаните с него закони и разпоредби.
Чрез сливането на двете агенции през 1993 г. CCPIT придоби екип от едни от най-опитните професионалисти в Китай.

### Офиси
Подразделението на CCPIT е със седалище в Пекин и също така има офиси в Ню Йорк, Мюнхен, Токио, Хонконг, Шанхай и Гуанджоу.

### Награди
От 1999 г. подразделението на CCPIT е постоянно класирано като водеща китайска адвокатска кантора за интелектуална собственост в ежегодното глобално проучване на международното издание Managing Intellectual Property и печели много награди в „Азиатско-тихоокеанската юридическа фирма за интелектуална собственост“, организирана от международното издание Asia Law & Practice и в „China Law Awards“, организирано от международното издание Asia Legal Business.

## Външни връзки
- Официален сайт